# Sainte-Eulalie-d'Ans
Sainte-Eulalie-d'Ans is een gemeente in het Franse departement Dordogne (regio Nouvelle-Aquitaine) en telt 302 inwoners (2005). De plaats maakt deel uit van het arrondissement Périgueux. Na de aanpassing van de arrondissementsgrenzen vanaf 2017 door het arrest van 30 december 2016 behoort zij tot het arrondissement Sarlat-la-Canéda.

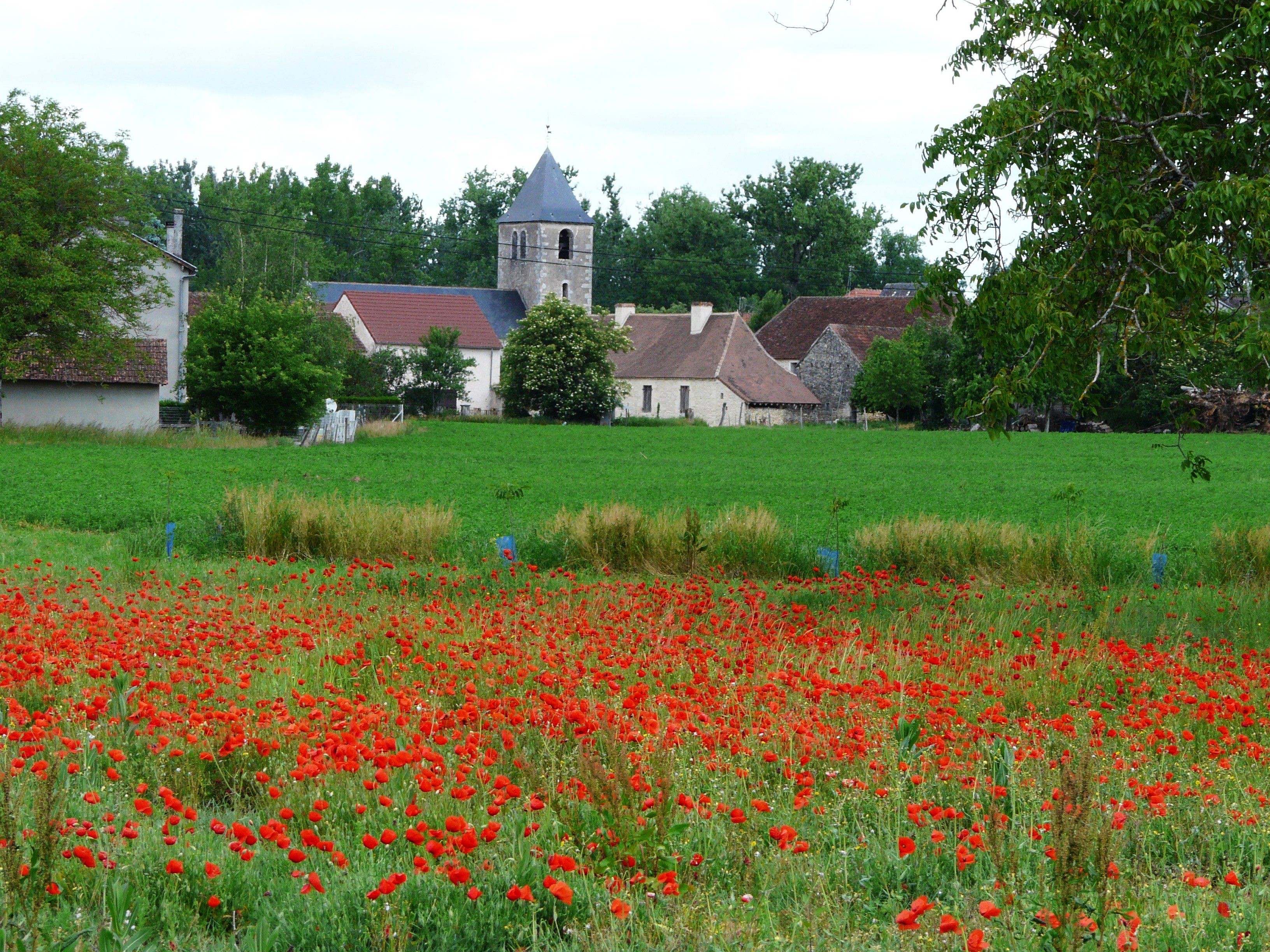
Sainte-Eulalie-d'Ans
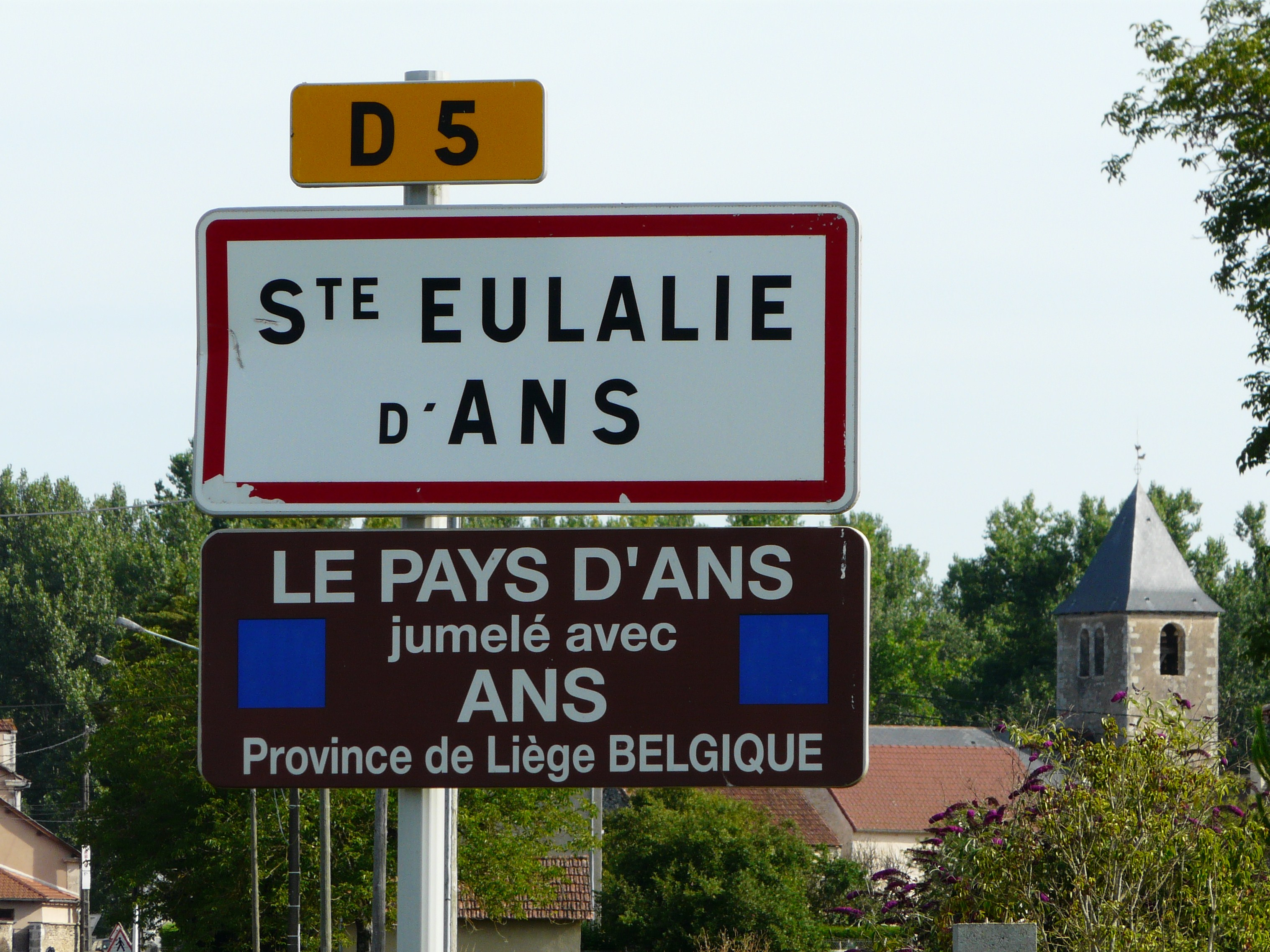
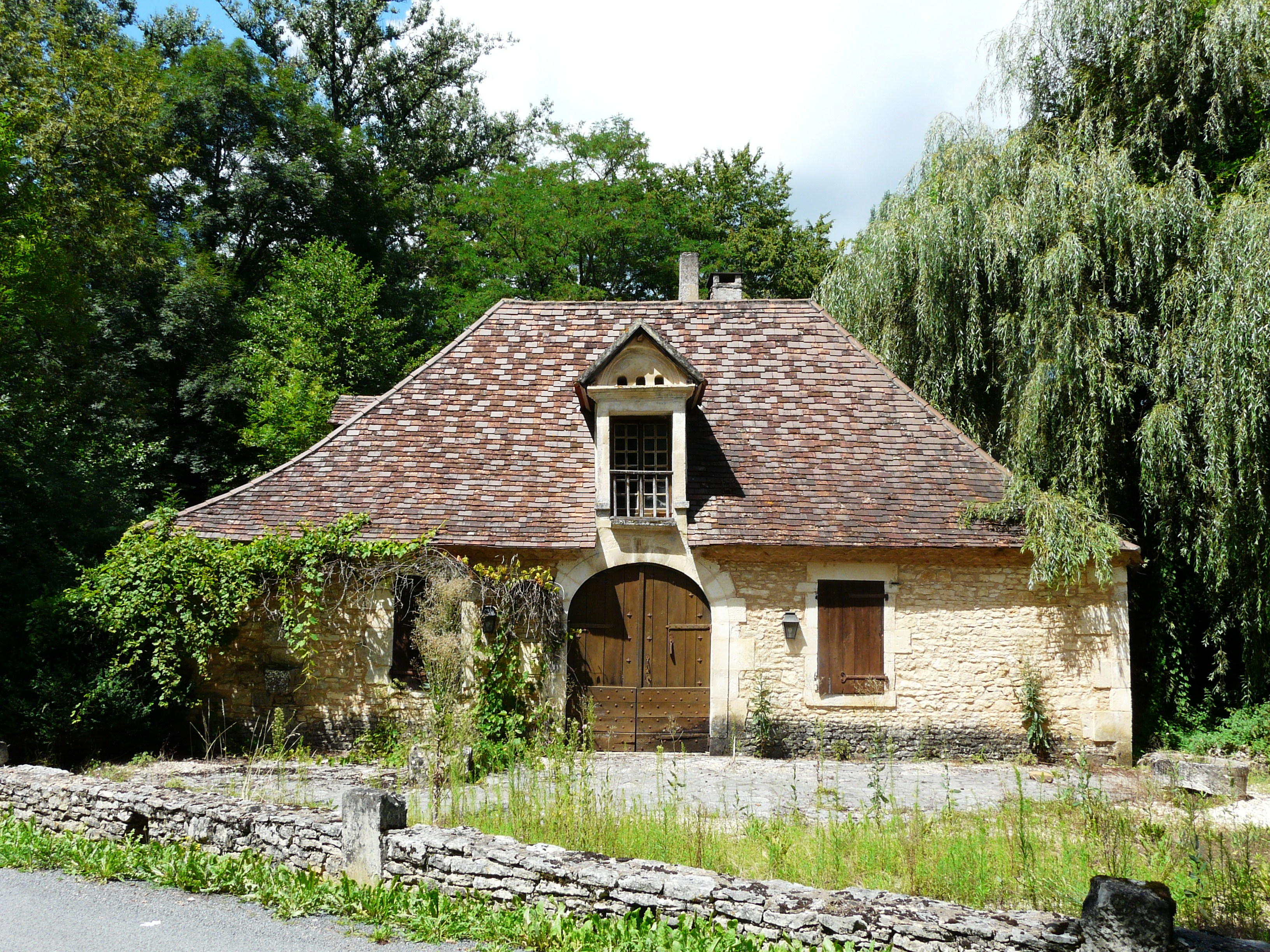
Moulin Ormeaux in Sainte-Eulalie-d'Ans
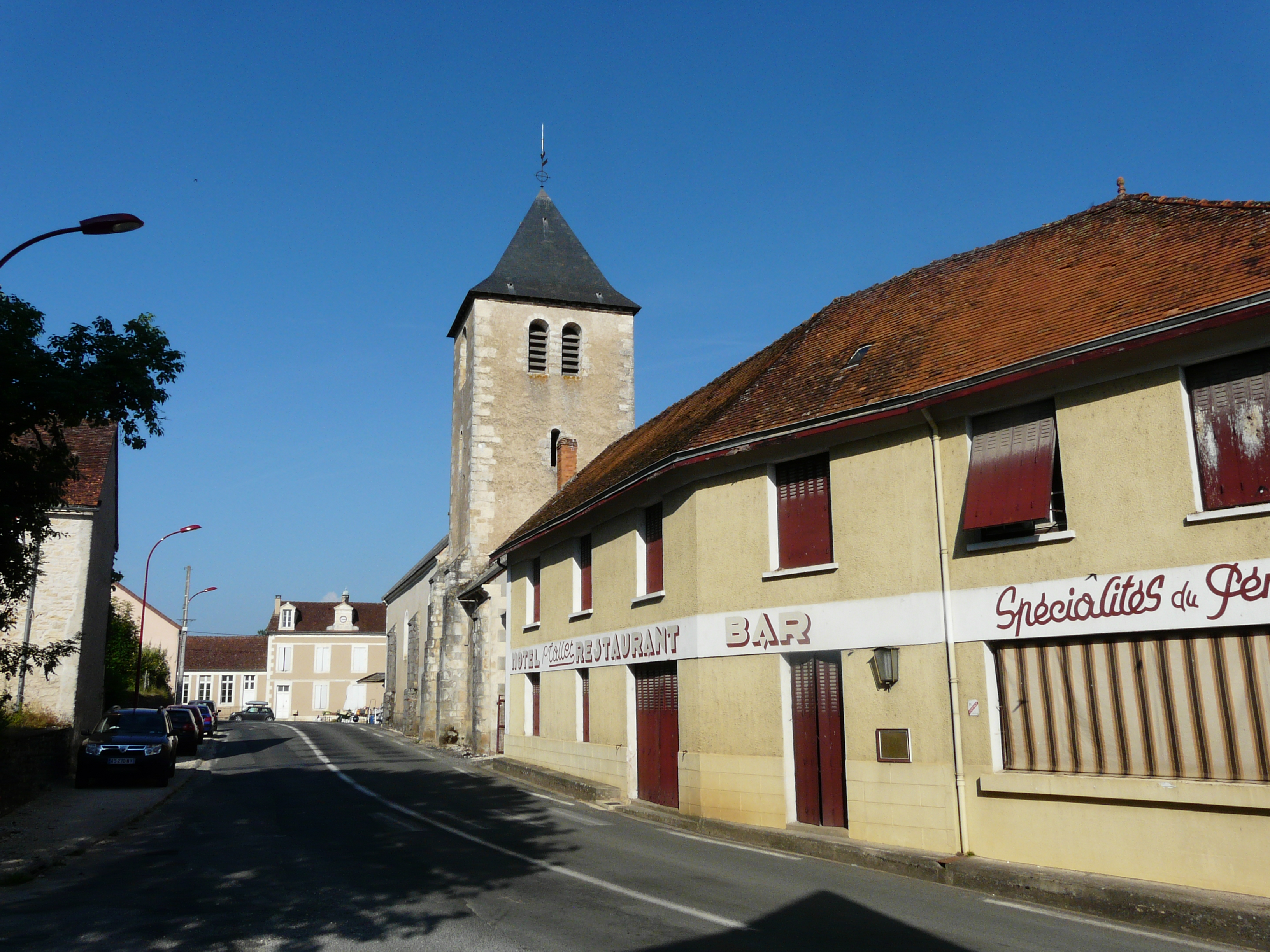
Centrum van Sainte-Eulalie-d'Ans

## Geografie
De oppervlakte van Sainte-Eulalie-d'Ans bedraagt 11,7 km², de bevolkingsdichtheid is 25,8 inwoners per km².
De onderstaande kaart toont de ligging van Sainte-Eulalie-d'Ans met de belangrijkste infrastructuur en aangrenzende gemeenten.

## Demografie
Onderstaande figuur toont het verloop van het inwonertal (bron: INSEE-tellingen).